# Bernhard Bogerts

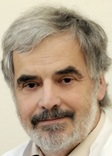
Bernhard Bogerts

Bernhard Bogerts (* 1. Juni 1948 in Stromberg, Hunsrück) ist ein deutscher Psychiater und Hirnforscher.

## Beruflicher Werdegang
Bernhard Bogerts studierte Medizin an den Universitäten Köln und Düsseldorf. Nach seiner Promotion im Jahr 1975 zur Thematik der Neuroplastizität des Sehsystems begann er seine Ausbildung zum Arzt für Psychiatrie im Landeskrankenhaus Schleswig. Bis 1984 war er wissenschaftlicher Assistent am C. u. O. Vogt-Institut für Hirnforschung der Universität Düsseldorf, wo er Untersuchungen zu feingeweblichen Veränderungen in Schizophrenie-Gehirnen durchführte. Danach war er bis 1994 Oberarzt an der Psychiatrischen Universitätsklinik Düsseldorf. 1989 erfolgte die Habilitation mit Untersuchungen zu hirnstrukturellen Veränderungen bei Schizophrenen. 1989/90 verbrachte er einen Forschungsaufenthalt am Department of Psychiatric Research, Long Island Jewish Medical Center, New York. Dort führte er kernspintomografische Untersuchungen an Gehirnen schizophrener und depressiver Patienten durch.
Ab 1994 war Bogerts Ordinarius für Psychiatrie und Psychotherapie am Universitätsklinikum Magdeburg. Hier baute er die Psychiatrische Universitätsklinik mit ihren Teilbereichen Akutstation, Psychotherapiestationen, Gerontopsychiatrie, Tagesklinik und Poliklinik auf. Klinischer und wissenschaftlicher Schwerpunkt war die Diagnostik und Therapie psychotischer und affektiver und gerontopsychiatrischer Störungen. Er erstattete bisher etwa 500 Gutachten zu straf- oder zivilrechtlicher Fragestellungen. 1998 lehnte er den Ruf auf den Lehrstuhl für Psychiatrie der Universität Erlangen-Nürnberg ab. Im Oktober 2015 wurde er emeritiert; er ist aber weiterhin im Forschungsbereich des Universitätsklinikums Magdeburg tätig. Im April 2016 übernahm er die Leitung des zur Salus gGmbH gehörigen Salus-Instituts in Magdeburg. Dortiger Forschungsschwerpunkt sind Untersuchungen zu den hirnbiologischen und psychosozialen Ursachen von Gewalt.

## Wissenschaftliche Arbeit
Bernhard Bogerts führte quantitative Verfahren zur Beurteilung der Hirnstruktur sowohl auf mikroskopischer (neurohistologischer) als auch auf makroskopischer Ebene (Computertomographie und Kernspintomographie) bei schizophrenen und affektiven Erkrankungen ein. Er wies in Gehirnen verstorbener psychotischer Patienten und im Kernspintomogramm bei Schizophrenen Strukturdefizite in zentralen limbischen Hirnarealen sowie andere hirnpathologische Auffälligkeiten als neurobiologische Korrelate dieser psychischen Störungen nach.
Ein weiterer Forschungsschwerpunkt sind hirnbiologische Grundlagen von gewalttätigem Verhalten. Er konnte mit der Magdeburger Forschungsgruppe hirnpathologische Befunde bei inhaftierten Gewalttätern nachweisen. 1997 erhielt er von Jürgen Peiffer, ehem. Leiter des Instituts für Hirnforschung in Tübingen, zur hirnpathologischen Nachuntersuchung das Gehirn von Ulrike Meinhof, die sich 1976 im Gefängnis Stuttgart-Stammheim suizidierte. Er publizierte mehrere Arbeiten zur Psychopathologie und zu hirnbiologischen Befunden bei Aggression, Amok, Neonatizid und Terrorismus.
Zudem erforscht er entzündungsähnliche und immunologische Prozesse im Gehirn als Teilursache von psychotischen und emotionalen Störungen.
Bernhard Bogerts publizierte seit 1980 ca. 370 Originalarbeiten in internationalen Zeitschriften und mehrere Buchbeiträge.

## Auszeichnungen
- Kurt-Schneider-Preis 1984.
- Scottish Rite Schizophrenia Grant 1989.
- Stanley Foundation Research Awards 1992, 1996, 1999.
- Kraepelin-Preis 1998.

## Publikationen zum Forschungsschwerpunkt „Gewalt“ (Auswahl)
- mit E. Peter: Epidemiologie und Psychopathologie des Amoklaufes. Erste Ergebnisse einer Analyse der Strafakten von 27 Amokläufern. In: Der Nervenarzt. 83 (1), Jan 2012, S. 57–63.
- mit A. M. Möller-Leimkühler: Neurobiologische Ursachen und psychosoziale Bedingungen individueller Gewalt. In: Der Nervenarzt. 84 (11), Nov 2013, S. 1329–1344.
- mit K. Schiltz, J. G. Witzel und J. Bausch-Hölterhoff: High prevalence of brain pathology in violent prisoners: a qualitative CT and MRI scan study. In: Eur Arch Psychiatry Clin Neurosci. 263(7), Okt 2013, S. 607–616.
- mit J. G. Witzel und K. Schiltz: Increased frequency of brain pathology in inmates of a high-security forensic institution: a qualitative CT and MRI scan study. In: Eur Arch Psychiatry Clin Neurosci. 266, 2016, S. 533–541.
- mit E. Peter und K. Schiltz: Aggression, Gewalt, Amok, Stalking. In: H. J. Möller, G. Laux (Hrsg.): Handbuch für Psychiatrie und Psychotherapie. 2017.
- Bernhard Bogerts (Hrsg.): Gewalt an Schulen: Derzeitige Situation und Präventionsmöglichkeiten. Vorträge des Workshops vom 2. Februar 2017 in der Gemeinschafts- und Sekundarschule „Gottfried Wilhelm Leibniz“ in Magdeburg. Salus-Institut, Magdeburg 2017, ISBN 978-3-00-056387-4 (online).
- Bernhard Bogerts (Hrsg.): Jugendkriminalität – Ursachen und Prävention. Vorträge der Gemeinsamen Fachtagung von JUBP und Salus-Institut anlässlich des 25-jährigen Bestehens der Jugendberatungsstelle der Polizeidirektion Sachsen-Anhalt Nord vom 18. Januar 2018 im Ministerium für Arbeit, Soziales und Integration des Landes Sachsen-Anhalt in Magdeburg. Salus-Institut, Magdeburg 2018, ISBN 978-3-00-059417-5 (online).
- Bernhard Bogerts: Neurobiologische und soziale Ursachen von Gewalt: Ein integrativer Ansatz. In B. Bogerts, J. Häfele, B. Schmidt (Hrsg.) Verschwörung, Ablehnung, Gewalt – Transdisziplinäre Perspektiven auf gruppenbezogene Aggression und Intoleranz. Springer VS, 2020, S. 1–26, doi:10.1007/978-3-658-31701-0
- Bernhard Bogerts: Where Does Violence Come From? In: Springer International Publishing eBooks. 2021, doi:10.1007/978-3-030-81792-3 (englisch).